# Lady in Satin
Lady in Satin från 1958 är ett musikalbum med Billie Holiday och Ray Ellis orkester. Det är det näst sista albumet Billie Holiday spelade in och det sista som gavs ut under hennes livstid.
Låtmaterialet kommer som så ofta när det gäller Holidays repertoar från ”Great American Songbook” och albumet består helt av sånger som Holiday inte tidigare spelat in. Arrangemangen är gjorda av orkesterledaren Ray Ellis och bland solisterna märks Mel Davis, Urbie Green och J.J. Johnson.

## Låtlista
1. I'm a Fool to Want You (Jack Wolf/Joel Herron/Frank Sinatra) – 3:23
2. For Heaven's Sake (Don Meyer/Elise Bretton/Sherman Edwards) – 3:26
3. You Don't Know What Love Is (Gene de Paul/Don Raye) – 3:48
4. I Get Along Without You Very Well (Hoagy Carmichael) – 2:59
5. For All We Know (J. Fred Coots/Sam M. Lewis) – 2:53
6. Violets for Your Furs (Matt Dennis/Tom Adair) – 3:24
7. You've Changed (Bill Carey/Carl T. Fischer) – 3:17
8. It's Easy to Remember (Richard Rodgers/Lorenz Hart) – 4:01
9. But Beautiful (Jimmy Van Heusen/Johnny Burke) – 4:29
10. Glad to Be Unhappy (Richard Rodgers/Lorenz Hart) – 4:07
11. I'll Be Around (Alec Wilder) – 3:23
12. The End of a Love Affair (Edward Redding) – 4:46

## Inspelningsdata
Alla inspelningarna är gjorda i New York.
18 februari 1958 (spår 2, 3, 11)
19 februari 1958 (spår 1, 5, 8, 9)
20 februari 1958 (spår 4, 6, 7, 10, 12)
Dessa datum kommer från "Jazz Discography Project", skivans texthäfte och engelskspråkiga Wikipedia. Däremot anger ”Billie Holiday Discography”en dag senare, dvs 19, 20 resp 21 februari.

## Medverkande

### Spår 1–3, 5, 8, 9, 11
- Billie Holiday – sång
- Ray Ellis – arrangör och dirigent
- Bernie Glow – trumpet
- Billie Butterfield – trumpet
- Mel Davis – trumpet
- Urbie Green – trombon
- Gene Quill – altsax
- Barry Galbraith – gitarr
- Okänd – harpa
- Hank Jones – piano
- Milt Hinton – bas
- Osie Johnson – trummor
- Okända – stråkar, kör

### Spår 4, 6, 7, 10, 12
- Billie Holiday – sång
- Ray Ellis – arrangör och dirigent
- Urbie Green – trombon
- J.J. Johnson – trombon
- Tom Mitchell – trombon
- Ed Powell – flöjt
- Phil Bodner – flöjt
- Romeo Penque – flöjt
- Tom Pashley – flöjt
- Bradley Spinney – xylofon
- Barry Galbraith – gitarr
- Janet Putman – harpa
- Mal Waldron – piano
- Milt Hinton – bas
- Don Lamond – trummor
- Okända – stråkar, kör